# Restauración ecológica de islas

Redonda, una isla en Antigua y Barbuda, donde se han llevado a cabo esfuerzos de restauración.

La restauración ecológica de islas, o restauración de islas, es la aplicación de los principios de restauración ecológica aplicado a islas y grupos de islas. Las islas, debido a sus condiciones de aislamiento, albergan muchas de las especies endémicas del mundo, así como importantes criaderos de aves marinas y algunos mamíferos marinos. Sus ecosistemas también son bastantes vulnerables a las perturbaciones humanas y particularmente a las especies introducidas, debido a su pequeño tamaño y frágil ecosistema. Grupos de islas como Nueva Zelanda y Hawái han sufrido extinciones sustanciales y pérdidas de sus hábitats. Desde la década de 1950, varias organizaciones y agencias gubernamentales de todo el mundo han trabajado para restaurar las islas a sus estados originales; Nueva Zelanda alberga artificiosamente poblaciones naturales de especies que de otro modo no podrían sobrevivir en la naturaleza. Los componentes principales de la restauración de islas son la remoción de las especies introducidas y la reintroducción de especies nativas.

## Islas, endemismo y extinción
Se sabe que las islas aisladas tienen mayores niveles de endemismo desde la década de 1970, cuando se desarrolló la teoría de la biogeografía insular, formulada por Robert MacArthur y EO Wilson . Esta mayor incidencia de endemismo se debe a que el aislamiento limita la inmigración de nuevas especies a la isla, lo que permite que las especies evolucionen por separado de sus pares en el continente. Por ejemplo, el 71% de las especies de aves de Nueva Zelanda (antes de la llegada de los humanos) eran endémicas de la isla. Además de mostrar mayores niveles de endemismo, las especies insulares tienen características que las hacen particularmente vulnerables a la perturbación humana o de otras especies.
Muchas especies evolucionaron en islas pequeñas, o incluso en hábitats restringidos dentro de islas pequeñas. Las poblaciones pequeñas son vulnerables incluso a la caza modesta, y los hábitats restringidos son vulnerables a la pérdida o modificación de dicho hábitat. Más importante aún, las especies de las islas son a menudo ingenuas desde el punto de vista ecológico, es decir, no han evolucionado junto con un depredador o han perdido las respuestas de comportamiento adecuadas a los depredadores . Esto a menudo resultó en falta de vuelo o niveles inusuales de mansedumbre . Esto hizo que muchas especies fueran susceptibles a la caza (se cree, por ejemplo, que los moas fueron cazados hasta su extinción en unas pocas generaciones cortas a razón de esto) y a la depredación por especies introducidas artificialmente. Se cree que algunos, como el dodo, se extinguieron debido a la presión tanto de los humanos como de los animales introducidos. Una estimación de las aves en las islas del Pacífico sitúa las extinciones en 2000 especies. Entre el 40 y el 50 % de las especies de aves de Nueva Zelanda se han extinguido desde el año 200 d. C.

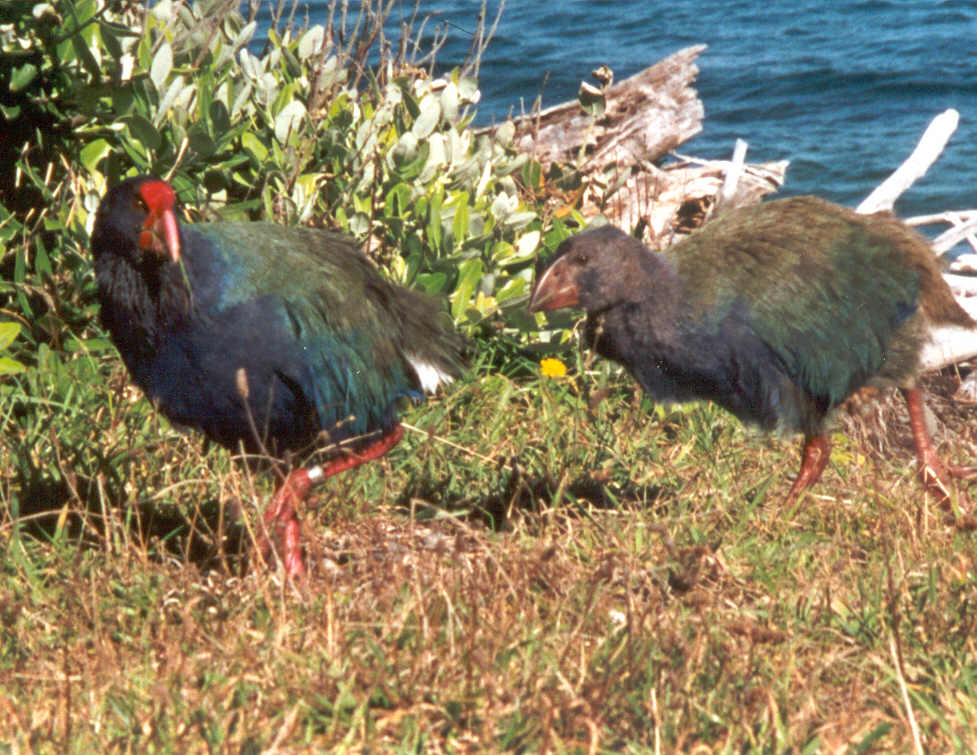
Los takahe se han criado después de la translocación a islas restauradas, como estas en la isla Kapiti.

Al campo de la restauración de islas generalmente se le atribuye haber comenzado en Nueva Zelanda en la década de 1960, pero otros proyectos más pequeños, como la restauración de Nonsuch Island en las Bermudas (que comenzó en 1962) han estado en marcha durante casi el mismo tiempo. Sin embargo, el programa emprendido por el Departamento de Conservación (DOC) es uno de los más grandes del mundo. Comenzó en la isla Cuvier, donde los ecologistas eliminaron al ganado, cabras, gatos salvajes y finalmente, en 1993, a las ratas del Pacífico . El éxito del proyecto resultó en proyectos similares en Nueva Zelanda. Las ventajas para el DOC fueron considerables; Además de proteger especies endémicas de islas más pequeñas, como el petrel magenta, las islas cercanas al continente, una vez restauradas, podrían actuar como hábitat para especies de aves que no pudieron sobrevivir en el continente. Especies como el takahe, donde la población salvaje restante corría un riesgo considerable por los gatos y perros salvajes, podrían trasladarse a estas islas para salvaguardar la especie.

### Erradicación de especies exóticas introducidas
Un aspecto importante de la restauración de islas es la eliminación de especies exóticas invasoras . Dado que estas especies son con mayor frecuencia la razón por la que la fauna y la flora autóctonas se ven amenazadas, su eliminación es esencial para el proyecto de restauración. Desde 1673 hasta 2009 se han registrado 786 erradicaciones exitosas de vertebrados invasores y en las últimas décadas ha aumentado la frecuencia de erradicaciones y el tamaño de las islas de las que se han erradicado vertebrados invasores. Existe una lista definitiva de los esfuerzos anteriores de restauración de islas como la Base de datos de erradicaciones de especies invasoras de islas. Además, existe una lista de las especies invasoras actuales presentes en las islas del mundo como la base de datos de islas amenazadas
Las islas son particularmente adecuadas para la restauración, ya que una vez limpias de una especie introducida, pueden mantenerse limpias de estas especies en virtud de ser una isla. La eliminación de especies es intensiva y costosa, y los métodos utilizados deben elegirse cuidadosamente para no crear demasiado impacto en las especies no objetivo. Los gatos salvajes, las cabras y tres especies de ratas se encuentran entre las especies más dañinas introducidas en las islas (Moors & Atkinson 1984). Las diferencias de tamaño, estilo de vida y comportamiento impiden el uso de las mismas técnicas para todos ellos, pero con muchas especies es necesario utilizar una variedad de técnicas para garantizar el éxito. Los animales más grandes, como cabras y cerdos, se pueden cazar con eficacia; en el caso de Round Island, en Mauricio, todas las cabras fueron eliminadas por un solo tirador. En las islas más grandes, los ecologistas usan una cabra de Judas, donde una cabra con collar de radio se libera en la naturaleza. Luego se sigue a esta cabra y se eliminan los grupos a los que se une. Para eliminar a los gatos se necesita una combinación de técnicas: caza, captura y envenenamiento. Los gatos son más difíciles de cazar que las cabras y los cerdos, lo que requiere el uso de cazadores experimentados y la caza nocturna.
La captura es ineficaz para las ratas, dada su gran cantidad, y el único método que funciona es el envenenamiento, que se puede administrar al campo por transmisión (a mano o desde el aire) o mediante el mantenimiento de estaciones de cebo. Este método se ha empleado en todo el mundo, en las Islas Malvinas, en el Pacífico tropical y frente a Nueva Zelanda, donde se han limpiado más de 40 islas. Este método no está exento de problemas, especialmente si las ratas comparten la isla con otras especies nativas de roedores que también podrían morder el anzuelo, como ha sucedido en la isla Anacapa en las Islas del Canal y la isla Rat ( Hawadax ) en el archipiélago de las Aleutianas. En el Pacífico, el veneno destinado a las ratas fue tomado por cangrejos terrestres; los cangrejos no se vieron afectados por el veneno, pero frustraron los intentos de eliminar a las ratas.
La eliminación de malezas invasoras es, en la mayoría de los casos, más difícil que la eliminación de especies animales. Una de esas erradicaciones fue la de sandbur, Cencrus echinatus, una hierba introducida en Laysan . La hierba, introducida en Laysan alrededor de 1961, se había apoderado del 30 % de la isla para 1991, desplazó a la hierba nativa y redujo el hábitat de reproducción de dos especies endémicas amenazadas, el pato de Laysan y el pinzón de Laysan, así como de varias aves marinas. La remoción tomó diez años, con rociado controlado durante el primer año, luego remoción individual de plantas, luego, cuando se encontraban pocas plantas, cribado de las arenas alrededor de las plantas para quitar las semillas. El costo del programa de erradicación fue de $150.000 por año.
La erradicación de vertebrados invasores tiene muchos beneficios además de la conservación de especies y se ha encontrado que se alinea con 13 Objetivos de Desarrollo Sostenible de la ONU y 42 objetivos asociados que abarcan la conservación de la biodiversidad marina y terrestre, la promoción de asociaciones locales y globales, el desarrollo económico, la mitigación del cambio climático, la salud humana y saneamiento y producción y consumo de recursos sostenibles.

#### Estrategias
Existen tres estrategias para reducir el número de animales introducidos con el fin de aliviar los problemas causados por ellos: exclusión, control y erradicación. La exclusión es la remoción de especies introducidas en áreas limitadas y enfocadas en un impacto local. El control tiene un significado de mitigación al reducir el número de especies introducidas a un nivel ecológica y económicamente menos dañino. Dado que no es una estrategia de eliminación completa, debe tomarse constante y repetidamente. Se dice que esta estrategia es factible pero menos rentable debido a su carácter incompleto para solucionar el problema de fondo. La erradicación es la eliminación completa de todos los individuos de la población, hasta el último individuo potencialmente reproductivo, o la reducción de su densidad de población por debajo de niveles sostenibles (JH Myerset al., 2000). Para las islas, suele ser la mejor estrategia a largo plazo, ya que brinda efectos permanentes, lo que potencialmente significa que es más rentable. Sin embargo, sigue siendo logística y económicamente de alto costo. Además, esta estrategia a veces es difícil de lograr según el entorno de la isla y las especies exóticas.

#### Métodos
El cercado se utiliza para excluir a los mamíferos exóticos. Este método pretende limitar el área de los mamíferos antes de su control o erradicación. Disparar a menudo se usa para controlar animales grandes. Este método tiene el significado de obtener suministro de alimentos y recreación. Requiere accesibilidad en el campo y experiencia para los cazadores. Además, para mantener el efecto, requiere una buena cantidad de mano de obra durante mucho tiempo, por lo que puede resultar costoso. La captura está diseñada para mamíferos de tamaño mediano a los que es difícil disparar. Este método generalmente es solo para la reducción, no para la erradicación. La ventaja de este método es que puede ser selectivo ya que es posible excluir o reducir la posibilidad de atrapar animales nativos. Sin embargo, la captura requiere un área limitada para cubrir y una población limitada para capturar.
El envenenamiento es muy efectivo para especies pequeñas. Sin embargo, hay algunas desventajas de este método. Es posible que los animales no objetivo tomen el veneno. También es necesario considerar el efecto secundario de que otros animales se vean afectados por otras especies envenenadas. Este método puede ser costoso si el área a cubrir es grande.
La introducción de patógenos (parasitismo) es uno de los métodos biológicos para erradicar especies exóticas. Es muy efectivo para especies limitadas, pero los virus y las bacterias deben especificarse claramente para su uso.
La introducción de depredadores es otro método biológico para erradicar las especies introducidas. Es menos costoso y ambientalmente limpio, pero puede causar mayores problemas, porque es posible que el depredador introducido apunte a los animales nativos en lugar de a las especies exóticas y su existencia y sus parásitos pueden ser nuevos problemas.[cita requerida]
La introducción de competidores también es un método biológico para erradicar los carnívoros introducidos. Puede ser muy efectivo con una buena cantidad de información. Al final, el competidor también debe ser eliminado. La anticoncepción inmune vectorizada por virus es uno de los métodos más nuevos para infectar animales introducidos con virus modificados genéticamente. Este método se considera ambientalmente limpio, de bajo costo, selectivo y ético. Sin embargo, no está completamente operativo y el efecto llega lentamente. Island Conservation elabora planes y lleva a cabo la eliminación de especies exóticas invasoras. Hasta la fecha, Island Conservation ha desplegado equipos para proteger 1195 poblaciones de 487 especies y subespecies en 64 islas.

### Restauración del antiguo hábitat
En muchos casos, la eliminación de especies introducidas es suficiente para permitir el retorno a un estado anterior a la perturbación, pero generalmente se necesita una gestión activa, a menudo en forma de replantación de flora nativa y reintroducción de fauna extirpada para lograr los objetivos de restauración. La plantación de especies nativas ayuda a reponer las especies que fueron pastoreadas o superadas. Las especies de animales pueden trasladarse de poblaciones existentes o de poblaciones criadas en cautiverio. Estas reintroducciones deben manejarse con cuidado, particularmente en el caso de especies en peligro de extinción, donde los beneficios potenciales deben sopesarse frente a la posibilidad de fracaso. No todas las translocaciones tienen éxito y puede ser necesario ayudar a los animales reintroducidos junto con alimentación suplementaria u otros tipos de manejo.
Otro aspecto importante de la restauración es la prevención, es decir, evitar que las especies invasoras regresen a una isla despejada. Esto se puede lograr restringiendo el acceso a la isla en cuestión (reduciendo posibles instancias de invasión) a métodos de cuarentena más estrictos. Por ejemplo, para evitar que las malezas invasoras regresen a Laysan, las personas que trabajan en la isla deben traer ropa completamente nueva a la isla, que debe congelarse antes de su llegada.

## Oposición a la restauración de la isla
Antes de los esfuerzos iniciales para eliminar las ratas de las islas costeras de Nueva Zelanda, había mucho escepticismo en cuanto a la viabilidad de la restauración de la isla entre los ecologistas y los trabajadores de la conservación. Sin embargo, a medida que las técnicas han mejorado y se han restaurado islas más grandes, la mayoría de las críticas iniciales dentro del campo han desaparecido, en particular porque los costos de erradicación suelen ser mucho más bajos que el control continuo de plagas. Fuera del campo de la conservación, ha habido cierta oposición de otros grupos interesados, en particular del movimiento por los derechos de los animales, que sostiene que el bienestar de las plagas en cuestión no se aborda adecuadamente en los planes de restauración de islas. Debido a que es necesario utilizar un amplio espectro de técnicas de eliminación de plagas, incluidas las trampas para las piernas, los defensores de los derechos de los animales acusan a los ecologistas de crueldad e indiferencia hacia las especies no objetivo que también muerden el cebo o quedan atrapadas, y sugieren que se utilicen métodos más humanitarios, como la captura y en su lugar, se utilice la esterilización (algo que los que trabajan en la restauración de la isla sostienen que sería demasiado costoso y potencialmente ineficaz como en los koalas de la Isla Canguro ). Algunos también defienden los derechos de existencia de las especies introducidas. Otros, incluidos científicos afiliados al movimiento por los derechos de los animales, aceptan que cuando la elección es entre el futuro de una especie y una población de plagas, el futuro de una especie debe tener prioridad (con la advertencia de que el exterminio se lleva a cabo de la manera más humana posible). ). La oposición a la restauración de la isla no ha llevado al abandono de muchos proyectos, pero ha retrasado varios, particularmente a través de acciones judiciales. Los grupos a veces adoptan diferentes enfoques; los opositores a la remoción de erizos en las Hébridas Exteriores ofrecieron recompensas por los erizos vivos removidos de las islas y reubicados en su hábitat natural. Las plantas invasoras también pueden generar sentimientos fuertes. La remoción de árboles de eucalipto de Angel Island en la Bahía de San Francisco enfrentó una oposición considerable.

## Proyectos de restauración de islas
La restauración de islas se ha intentado en muchos países desde la década de 1960 y ha tenido diversos grados de éxito. Los siguientes ejemplos destacan algunos de los factores que influyen en los proyectos. Se puede encontrar una lista completa de proyectos en la base de datos de erradicaciones de especies invasoras de islas.

### Isla Redonda (Mauricio)
Round Island (Île Ronde en francés) es una isla tropical a 22,5 kilómetros al norte de Mauricio, con una superficie de 1,69 kilómetros cuadrados y una elevación máxima de 280 metros. En comparación con otras islas e islotes de las Mascareñas, Round Island se mantuvo relativamente prístina hasta que se introdujeron las cabras y los conejos en el siglo XIX (las cabras se introdujeron entre 1846 y 1868, mientras que los conejos estaban presentes en grandes cantidades antes de 1810). Estos herbívoros, junto con otros factores, como la tala esporádica y los ciclones frecuentes, llevaron a la eventual disminución de los bosques y la fauna dependiente de la isla. A su vez, esto condujo a la erosión del suelo por el viento y la lluvia, lo que impidió la regeneración del bosque, actuando como un mecanismo de retroalimentación positiva que provocó la rápida deforestación de la isla. En 1957, sin embargo, Round Island completamente se convirtió oficialmente en una reserva natural, y en 1979 y 1986 se deshizo de las cabras (disparos) y los conejos (envenenamiento), respectivamente, después de varios intentos fallidos.
Desde la eliminación de los herbívoros introducidos, la comunidad de plantas de Round Island se ha recuperado drásticamente. Esto es especialmente grave para tres de las especies de árboles endémicos, Latania loddigesii, Pandanus vandermeerschii e Hyophorbe lagenicaulis, que históricamente constituyeron una gran parte de los bosques de Round Island. También ha llevado a la recuperación de seis especies de reptiles (cinco de las cuales estaban en peligro crítico ) junto con la comunidad nativa; estos son los eslizones Leiolopisma telfaririi y Scelotes bojerii, los geckos Phelsuma guentheri, P. ornata y Nactus serpensinsula, y la serpiente Casarea dussumieri. 
El programa de restauración de Round Island representa uno de los proyectos de este tipo de mayor duración en el mundo, desde que se oficializó su estado de conservación en 1957. Gran parte del trabajo de conservación actual en Round Island está a cargo de Mauritian Wildlife Foundation y Durrell Wildlife Conservation Trust y gira en torno al mantenimiento de los niveles de fertilidad del suelo, la reforestación de la isla y la erradicación de las plantas e invertebrados invasores que aún quedan.

### Islas Aleutianas (Rusia)

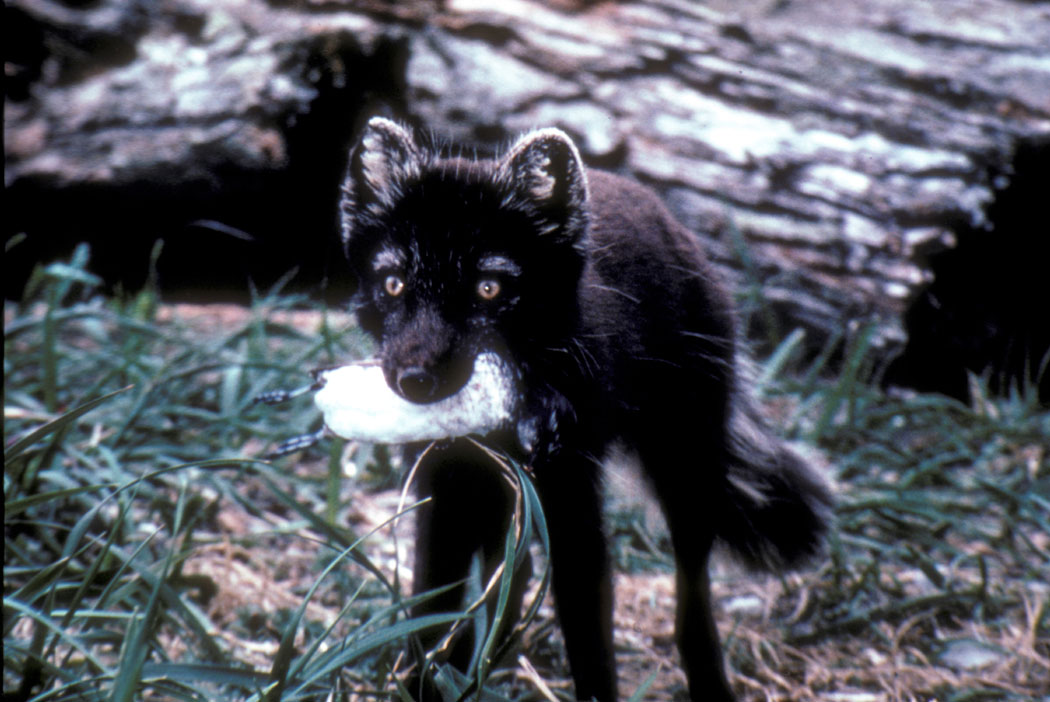
Zorro ártico depredando un least auklet

Las islas Aleutianas, antes del siglo XVIII, carecían de depredadores terrestres, pero desde mediados del siglo XVIII fueron introducido los zorros árticos para actuar como fuente de ingresos para el comercio de pieles, una práctica que continuó hasta principios del siglo XX. Esta introducción diezmó a las aves nativas dentro de la cadena, particularmente aves marinas como el mergulo bigotudo (Aethia pymea). La reducción de aves marinas, a su vez, tuvo efectos en la ecología de las islas, ya que muchas de las plantas dependían del guano de las aves que anidaban y que a su vez actuaba como fertilizante. A principios de la década de 1950, los administradores de la Reserva de las Islas Aleutianas se dieron cuenta del daño ocasionado y comenzaron un programa de erradicación de especies introducidas. Desde entonces, más de 80 islas han sido limpiadas de zorros no nativos (solo quedan seis islas sin erradicar) y las poblaciones de aves se han logrado recuperar. Los mergulos bigotudos, que ascendían a 25.000 en 1974, aumentaron a 116.000 en 2003.

### Isla Campbell (Nueva Zelanda)
Campbell es una isla subantártica 700 km al sur de Nueva Zelanda que se infestó de ratas en el siglo XIX. Varias aves endémicas, incluidas la cerceta de Campbell y la agachadiza de Campbell, solo lograron sobrevivir en pequeños islotes rocosos cercanos a la isla, con poblaciones que eran peligrosamente bajas. Varias cercetas fueron llevadas en cautiverio para su conservación ex situ, pero una vez que se habían reproducido en cautiverio, no había otro lugar al que regresarlas hasta que la isla estuviera libradas de la plaga de ratas. El plan para eliminar las ratas de la isla fue uno de los intentos más ambiciosos, ya que la isla era muy remota, las poblaciones de ratas en la isla tenían la mayor densidad de ella de todo el mundo, el clima traicionero y sus 113 km 2, era la isla más grande donde se había intentado la erradicación. El veneno tuvo que ser lanzado en el invierno, para minimizar la perturbación de las aves marinas que anidan y reducir la posibilidad de que los pilotos choquen con las aves. Después de varios experimentos, la erradicación comenzó en 2001. En 2003, los rastreadores con perros no pudieron encontrar ninguna rata. Poco después de que se limpiara la isla, fue posible devolver las cercetas a la isla. Las agachadizas se han reintroducido en la isla y han comenzado finalmente a reproducirse.

### Isla de San Pedro o Georgia del sur (Inglaterra)
Las ratas, traídas a la isla Georgia del Sur como polizones en barcos balleneros y de focas a fines del siglo XVIII, han causado mucho daño a la vida silvestre nativa, destruyendo decenas de millones de huevos y polluelos de aves nativas que anidaban en el suelo. Si bien anteriormente los glaciares de la isla formaban una barrera natural para la propagación de ratas, estos glaciares ahora se están derritiendo lentamente a medida que el clima se calienta culpa del calentamiento global. En 2011, los científicos instituyeron un programa de cuatro años para erradicar por completo las ratas y los ratones, en lo que sería, con mucho, el intento de erradicación de roedores más grande del mundo hasta la fecha. El proyecto fue dirigido por el zoólogo Anthony Martin de la Universidad de Dundee, quien afirmó: "Este es un problema inducido por el hombre y ya es hora de que el hombre corrija los errores anteriores". En julio de 2013 se anunció el éxito de la fase principal de exterminio de ratas, que se llevó a cabo en mayo de ese año. Se arrojaron 180 toneladas de veneno para ratas, brodifacoum, en el 70% de la isla, en lo que fue la operación de este tipo más grande del mundo. Se planeó lanzar otras 95 toneladas de veneno para ratas desde tres helicópteros en enero de 2015. En junio de 2015, el programa de erradicación concluyó, aparentemente con éxito, y se creía que era "muy probable" que la isla estuviera libre de ratas. El seguimiento continuó durante dos o tres años más.